# Fossa Izu-Ogasawara

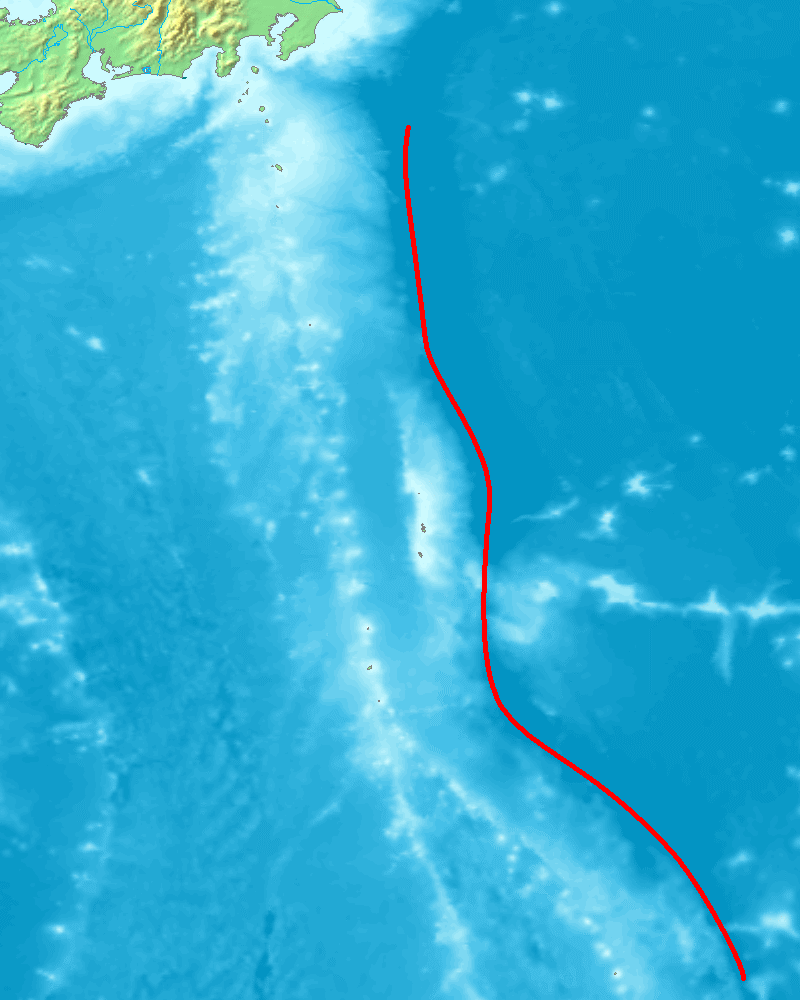
La fossa Izu-Ogasawara es troba al sud del Japó

La Fossa Izu-Ogasawara, en japonès:伊豆・小笠原海溝 Izu-Ogasawara Kaikō, i en anglès: Izu-Bonin Trench o Izu-Ogasawara Trench, és una fossa oceànica de l'oest de l'oceà Pacífic que consta de la Fossa Izu (al nord) i la Fossa Bonin (al sud, a l'oest de l'Altiplà Ogasawara).
Va des del Japó a la part més al nord de la Fossa de les Marianes. La Fossa Izu-Ogasawara és una extensió de la Fossa del Japó. Aquí, la Placa del Pacífic es subdueix sota la Placa filipina, creant les illes Izu i les Illes Bonin en el sistema de l'Arc de les Marianes-Izu-Bonin.
La seva fondària màxima és de 9.780 metres